# As Aventuras de Gui & Estopa
„As Aventuras de Gui & Estopa“ е бразилски Flash-анимационен сериал, създаден от Мариана Калтабиано, излъчващ се по Картун Нетуърк от 2009 г.

## Герои
- Ги "Игиньо" (Мариана Калтабиано) - протагонист на сериала, младо западнохайландски бял териер.[2]
- Естопа (Едуардо Жардим) - дебело сиво куче.
- Крокет Шпаньол (Мариана Калтабиано) - кафяво английски кокер шпаньол.
- Питибуро (Едуардо Жардим) - бежово питбул.
- Дона Игилда (Мариана Калтабиано) - майката на Ги.
- Фифивелиня (Мариана Калтабиано) - момиче с лилава коса.
- Рибалдо "Риба" (Арли Кардосо) - сива мишка.
- Рокет Шпаньол (Мариана Калтабиано) - френско бежово шпаньол.